# Федеральная служба железнодорожных войск Российской Федерации
Федера́льная слу́жба железнодоро́жных войск Росси́йской Федера́ции (ФСЖВ России) — федеральный орган исполнительной власти Российской Федерации, осуществлявший управление Железнодорожными войсками Российской Федерации с 1995 по 2004 годы.
ФСЖВ России осуществляла реализацию государственной политики по вопросам развития железнодорожной сети страны и участвовала в выполнении порученных заданий по подготовке железных дорог Российской Федерации в целях обороны. ФСЖВ России была подведомственна Президенту Российской Федерации.
ФСЖВ России возглавлял директор Федеральной службы железнодорожных войск Российской Федерации — командующий Железнодорожными войсками Российской Федерации, назначавшийся на должность Президентом Российской Федерации.

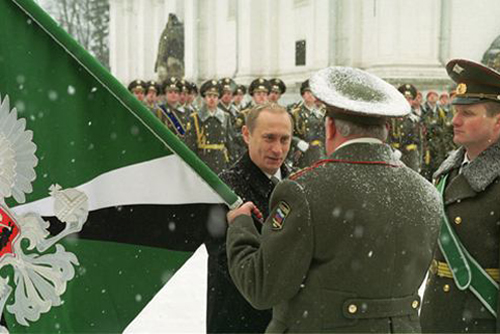
Вручение знамени Железнодорожных войск Российской Федерации директору ФСЖВ России — командующему Железнодорожными войсками Российской Федерации генерал-полковнику Г. И. Когатько. Соборная площадь, Кремль, город Москва.

## История
В связи с реорганизацией союзных министерств, находящихся на территории Российской Федерации, Указом Президента Российской Федерации от 18 апреля 1992 года № 392 Главное управление железнодорожных войск, соединения, части, учреждения, военно-учебные заведения и предприятия железнодорожных войск, дислоцирующихся на территории Российской Федерации были приняты под юрисдикцию Российской Федерации. На базе железнодорожных войск, дислоцирующихся на территории Российской Федерации, были образованы Железнодорожные войска Российской Федерации, а на базе Главного управления железнодорожных войск — Главное управление железнодорожных войск при Министерстве архитектуры, строительства и жилищно-коммунального хозяйства Российской Федерации (Госстрое России).
Указом Президента Российской Федерации от 30 сентября 1992 года № 1148 Главное управление железнодорожных войск при Госстрое России было реорганизовано в Федеральное управление железнодорожных войск при Министерстве путей сообщения Российской Федерации (МПС России).
Указом Президента РФ от 7 сентября 1995 года № 903 Федеральное управление железнодорожных войск при МПС России было реорганизовано в самостоятельный федеральный орган исполнительной власти — Федеральную службу железнодорожных войск Российской Федерации.
Согласно Указу Президента РФ от 9 марта 2004 года № 314 Федеральная служба железнодорожных войск Российской Федерации была упразднена, а её функции переданы Министерству обороны Российской Федерации.

### Предшествующие структуры
- Главное управление железнодорожных войск[К 1];
- Главное управление железнодорожных войск при Министерстве архитектуры, строительства и жилищно-коммунального хозяйства Российской Федерации;
- Федеральное управление железнодорожных войск при Министерстве путей сообщения Российской Федерации.

## Функции и задачи ФСЖВ России
Основными задачами ФСЖВ России являлись:
- руководство Железнодорожными войсками;
- обеспечение боевой и мобилизационной готовности Железнодорожных войск;
- осуществление мероприятий по оперативному оборудованию территории Российской Федерации и подготовке коммуникаций в целях обороны;
- организация технического прикрытия и восстановления наиболее важных объектов железных дорог в порядке, предусмотренном Положением о Железнодорожных войсках Российской Федерации, утверждаемым Президентом Российской Федерации, и Положением о техническом прикрытии и восстановлении железных дорог Российской Федерации, утверждаемым Правительством Российской Федерации;
- проведение мероприятий по повышению живучести и пропускной способности действующих железных дорог, организация строительства новых железнодорожных линий, устройство обходов узлов, мостов, тоннелей и подходов к наплавным и временным мостам;
- организация подготовки военнослужащих и гражданского персонала Железнодорожных войск для решения задач по восстановлению и строительству железных дорог.

ФСЖВ России осуществляла следующие основные функции:
- участвовала в разработке предложений по вопросам военной политики и военной доктрины Российской Федерации;
- участвовала в разработке Плана применения Вооружённых Сил Российской Федерации, Мобилизационного плана Вооружённых Сил Российской Федерации, Федеральной государственной программы оперативного оборудования территории Российской Федерации в целях обороны и федеральных государственных программ вооружения и развития оборонного промышленного комплекса;
- разрабатывала и согласовывала с Генеральным штабом Вооружённых Сил Российской Федерации концепцию и план строительства и развития Железнодорожных войск и организовывала их выполнение;
- осуществляла взаимодействие с Генеральным штабом Вооружённых Сил Российской Федерации по вопросам организации обороны и предоставляла ему информацию, необходимую для организации обороны;
- участвовала совместно с Министерством путей сообщения Российской Федерации в разработке плана технического прикрытия железных дорог страны и мероприятий по его выполнению;
- обеспечивала совместно с заинтересованными федеральными органами исполнительной власти выполнение мероприятий по техническому прикрытию, восстановлению, разминированию и заграждению железных дорог, повышению живучести и пропускной способности действующих железных дорог;
- разрабатывала организационно-методические указания по боевой подготовке Железнодорожных войск;
- осуществляла по согласованию с Министерством обороны Российской Федерации текущее и перспективное планирование мобилизационного развёртывания Железнодорожных войск, обеспечение их основными видами вооружения и военной техники общего применения;
- обеспечивала Железнодорожные войска восстановительной техникой, конструкциями и другими материальными средствами, а также занималась накоплением и размещением их запасов в мирное время;
- организовывала подготовку Железнодорожных войск к действиям в составе Вооружённых Сил Российской Федерации или к совместным действиям с ними, а также с другими войсками, организациями Министерства путей сообщения Российской Федерации, специальными формированиями федеральных органов исполнительной власти;
- обеспечивала в пределах своей компетенции скрытое управление Железнодорожными войсками и защиту сведений, составляющих государственную тайну;
- организовывала научно-исследовательскую и опытно-конструкторскую работу в Железнодорожных войсках;
- обеспечивала военнослужащим и гражданскому персоналу Железнодорожных войск безопасные условия военной службы и труда;
- разрабатывала штаты и табели Железнодорожных войск, производила тарификацию утверждённых штатов;
- организовывала боевое, техническое, материальное, финансовое, научное, информационное, правовое обеспечение и другие виды обеспечения Железнодорожных войск, а также капитальное строительство, содержание и эксплуатацию их казарменно-жилищного и производственного фондов.
- планировала и организовывала централизованные перевозки Железнодорожных войск;
- определяла потребность Железнодорожных войск в офицерских кадрах и организовывала их подготовку в военных образовательных учреждениях профессионального образования Железнодорожных войск и Министерства обороны Российской Федерации;
- организовывала редакционно-издательскую деятельность и осуществляла взаимодействие со средствами массовой информации.

## Эмблема и флаг
Эмблема и флаг Федеральной службы железнодорожных войск Российской Федерации были утверждены Указом Президента Российской Федерации от 7 августа 2000 года.

## Ведомственные медали
11 августа 1997 года был создан Геральдический совет Федеральной службы железнодорожных войск Российской Федерации. Председателем был назначен Первый заместитель начальника штаба ФСЖВ России.
В состав геральдического совета вошли представители заинтересованных структурных подразделений ФСЖВ России и специалисты в области геральдики — работники региональной общественной организации «Академия русской символики МАРС». Разрабатывали символику специалисты МАРСа. Первоначально все ведомственные медали железнодорожных войск («За отличие в службе», «За безупречную службу», «150 лет железнодорожным войскам России») были утверждены на четырехугольной колодке.
16 мая 2002 года приказом директора ФСЖВ России № 234 четырехугольные колодки были заменены на пятиугольные, как это принято во всех силовых структурах.
Медали изготавливаются на фирме "Орёл и Ко».

### Список медалей
- «За отличие в службе»
- «За доблесть»
- Юбилейная медаль «150 лет железнодорожным войскам России»
- «За безупречную службу»

## Руководители

### Директор ФСЖВ России — Командующий Железнодорожными войсками Российской Федерации
- Когатько Григорий Иосифович, генерал-полковник (7 сентября 1995 — 9 марта 2004)

### Первые заместители
- Лапшин, Вячеслав Васильевич, генерал-полковник, начальник штаба Железнодорожный войск, Первый заместитель Директора ФСЖВ России
- Лещев, Владимир Владимирович
- Гуров Николай Николаевич, генерал-полковник, статс-секретарь, Первый заместитель Директора ФСЖВ России

### Заместители
- Кошман Николай Павлович
- Азаров Виталий Михайлович
- Власенко, Валерий Васильевич
- Жудинов, Владимир Ильич
- Камалов, Хамит Искарович, генерал-майор
- Химченко, Виктор Павлович, генерал-лейтенант, зам по тылу

## Комментарии
1. 1 2  После упразднения 1 декабря 1991 года Министерства транспортного строительства СССР (Минтрансстроя СССР)[6] и грянувшим сразу вслед за этим распадом СССР, бывшее Главное управление железнодорожных войск при Минтрансстрое СССР в недолгий период (с 1 декабря 1991 года по 18 апреля 1992 года) именовалось просто Главным управлением железнодорожных войск.